# Anyám tyúkja
Az Anyám tyúkja Petőfi Sándor verse, melyet 1848 februárjában írt Vácott. A mű népies költemény, az egyik legismertebb magyar vers.

## Előképek
Az irodalomban Petőfiig ritkán fordult elő, hogy (házi)állatokat tettek volna meg vers, költemény témájául, bár volt rá példa az ókori irodalomban (Odüsszeusz kutyája, Lesbia verebe), de az igazi fellendülést a 18–19. század hozta. James Thomson versében ír egy kislányról, akinek otthon kell hagynia macskáját, William Cowper verseket írt a nyuláról, Thomas Gray elégiája Horace Walpole medencébe fulladt macskájáról szól, és ismert Burns két verse Mallie-ról, az anyajuhról.
Több író, költő bírt háziállattal, Robert Herricknek spánielje, verebe és disznaja is volt, amit házi kedvencként tartott; Gérard de Nerval rákot sétáltatott Párizsban, Ibsen skorpiót tartott az íróasztalán, Byronnak pedig medvéje volt Cambridge-ben, mivel az egyetem szabályzata nem engedte kutya tartását, Proust kardhalat tartott.
A korábban háziállatokról szóló írások többnyire azt a célt szolgálták, hogy az emberi gyarlóságokról lehessen írni, a 18–19. században előtérbe került az állatok érzelmi (szeretet) alapú megközelítése, de akár az állat szabadsága is lehetett irodalmi mű tárgya: kószálhat-e szabadon egy állat a lakásban, vagy csak bezárva, a neki rendelt helyen tartózkodhat? Közvélekedés szerint a haszonállatoktól megkülönböztetett házi kedvencek tartása a 19. században kezdődött.

## Petőfi verse
Az Anyám tyúkja ütemhangsúlyos verselésű, hat versszaka felező nyolcas sorokból áll.
Petőfi versében két állat, kutya és tyúk szerepel. A tyúk mint haszonállat névtelen, de a kutyának mint házi kedvencnek neve is van: Morzsa. A versben a költő az állatokhoz beszél, előbb a tyúkhoz, majd a kutyához. A tyúk megszólításának, mivel kevésbé értelmes állatról van szó, mint a kutya esetében, nincs sok értelme, „választ” várni nem érdemes, ellenben a kutya, intelligenciájánál fogva „érthet” a hozzá intézett szóból, dorgálásból.
A művet besorolhatjuk Petőfi humoros versei közé, ám ebben a versben a csattanó elmarad, vagy alig észrevehető. Az utolsó sor („anyám egyetlen jószága”) nem vonatkozhat a vers második felében megszólított Morzsa kutyára, csakis a tyúkra. Ezzel Petőfi tudatni akarta az olvasóval, nem egy hagyományos, idillikus falusi képet ábrázol éppen, hanem azt közli, szülei oly szegénységben élnek, hogy falusi udvaruknak egyetlen – és ezért még a kutya által is megbecsülendő – haszonállata a nevezett tyúk, aminek helyzeténél fogva több minden megengedett, mint egy átlagos tyúknak: még a szobában lévő ládára is felszállhat. Petőfi humora ott nyilvánul meg, ahogy a tyúktól elvárja, hogy kiváltságos helyzetét átérezze és méltányolja sok tojással.

## A vers
Anyám tyúkja
Ej mi a kő! tyúkanyó, kend

A szobában lakik itt bent?

Lám, csak jó az isten, jót ád,

Hogy fölvitte a kend dolgát!
Itt szaladgál föl és alá,

Még a ládára is fölszáll,

Eszébe jut, kotkodákol,

S nem verik ki a szobábol.
Dehogy verik, dehogy verik!

Mint a galambot etetik,

Válogat a kendermagban,

A kiskirály sem él jobban.
Ezért aztán, tyúkanyó, hát

Jól megbecsűlje kend magát,

Iparkodjék, ne legyen ám

Tojás szűkében az anyám.
Morzsa kutyánk, hegyezd füled,

Hadd beszélek mostan veled,

Régi cseléd vagy a háznál,

Mindig emberűl szolgáltál,
Ezután is jó légy, Morzsa,

Kedvet ne kapj a tyúkhusra,

Élj a tyúkkal barátságba’...

Anyám egyetlen jószága.
(Vác, 1848. február.)